# ヤキニクエスト
ヤキニクエスト（YAKINIQUEST, 1998年 - ）は日本の焼肉の探究ユニットである。名称は「焼肉＋探究」の造語。略称は、YQ。

## 概要
男女5名による焼肉店の食べ歩き結果をウェブサイト中心に公開している。MEATING（ミーティング）と呼ばれる毎月29日の活動を中心に優良店を紹介、部位によってオススメの店を変えるなど独自の切り口で焼肉店を紹介している。「焼奥義」に代表される焼くための技術向上にもこだわりを持ち、そのテクニックを公開している。覆面での食べ歩きを信条としており、生の姿を見ることはほとんど出来ないが、NHK総合テレビで放映された番組「通」（つう）においては変装している姿を見ることが出来た。一方、ラジオ出演は積極的に行っており、メンバーの声を聞くことが出来る。

## メンバー
- gypsy ジプシー（CYO - Chief Yakiniku Officer）
- YL ワイエル（Chief Location Officer, Chief Producer）
- QD キュウディー（Chief Technology Officer, Webmaster）
- s/n エスエヌ（Chief Visualization Officer, Director of Movie）
- francoise フランソワーズ（Director of Expedition）

## 著書
- トーキョー焼肉エクスプローラー（ライブドアパブリッシング、2005年）ISBN 4779400201
- 東京ランチレボリューション（東京書籍、2007年）ISBN 4487802067

## 経過・歴史

### 結成までの経過
同じ広告会社で働いていたgypsyとYLが残業飯を食べに行ったことを起源とする。二人がお互いの焼き方に共鳴、これをきっかけに他の同僚を交えYAKINIQUESTの前身となる「焼肉振興会」を立ち上げ、頻繁に食べ歩きおよび技の鍛錬をはじめた。1998年8月29日に第１回MEATINGが行われ、この日が正式な活動開始日となった。

### 活動の歴史
- 1998年8月29日  第1回MEATING 金竜山（東京都港区）
- 2004年12月29日 YAKINIQUEST.comを立ち上げ
- 2005年9月29日  「トーキョー焼肉エクスプローラー」上梓
- 2007年10月29日 YAKINIQUEST.comリニューアル
- 2005年9月29日  「東京ランチレボリューション」上梓
- 2007年11月29日 YAKINIQUESTモバイルスタート
- 2007年12月15日 YQcastスタート（松村太郎とのコラボレーション）
- 2008年8月15日  YQラボ設立